# نیوتون هیث
نیوتون هیث (بالإنجليزية: Newton Heath)‏ هي مدينة بريطانية تابعة لمدينة مانشستر.